# 호서고등학교
호서고등학교(湖西高等學校)는 대한민국 충청남도 당진시 읍내동에 있는 사립 고등학교이다.

## 학교 연혁
- 1967년 10월 23일 : 학교법인 명휘학원 설립 인가
- 1971년 1월 29일 : 호서종합고등학교 설립 인가(보통과 1, 잠업과 1)
- 1971년 3월 2일 : 제1대 홍곤유 교장 취임
- 1971년 3월 2일 : 호서종합고등학교 개교
- 1971년 9월 30일 : 본관 준공(2층)
- 1972년 3월 21일 : 호서고등학교로 교명 변경인가(보통과 3학급)
- 1973년 7월 11일 : 수미관 준공(실내체육관)
- 1974년 1월 10일 : 제1회 졸업식 거행
- 1975년 12월 15일 : 휘문관(도서관) 개관 및 위인동상 제막
- 1981년 9월 30일 : 학급 증설인가(9학급에서 10학급으로)
- 1982년 11월 20일 : 도서관 3층으로 증축
- 1990년 12월 1일 : 학교법인 명휘학원 제3대 이규호 이사장 취임
- 1994년 12월 31일 : 특별 교실(가사실) 신축
- 1998년 11월 27일 : 계고관(기숙사) 및 본관 개축(3층) 준공
- 2002년 12월 25일 : 동관 후동 준공(지하 1층, 지상 2층)
- 2007년 2월 8일 : 수미관 준공(실내체육관)
- 2017년 3월 1일 : 제8대 이규용 교장 취임
- 2020년 2월 10일 : 백록관 준공(급식실, 다목적 강의실)
- 2021년 1월 8일 : 제48회 졸업식(졸업생 295명)
- 2021년 3월 2일 : 2021학년도 입학식(신입생 270명)

## 참고 자료
- 호서고등학교 - 한국교육학술정보원 학교알리미